# Uromacerina ricardinii
Uromacerina ricardinii là một loài rắn trong họ Rắn nước. Loài này được Peracca mô tả khoa học đầu tiên năm 1897.